# Dvorce (Slowakei)

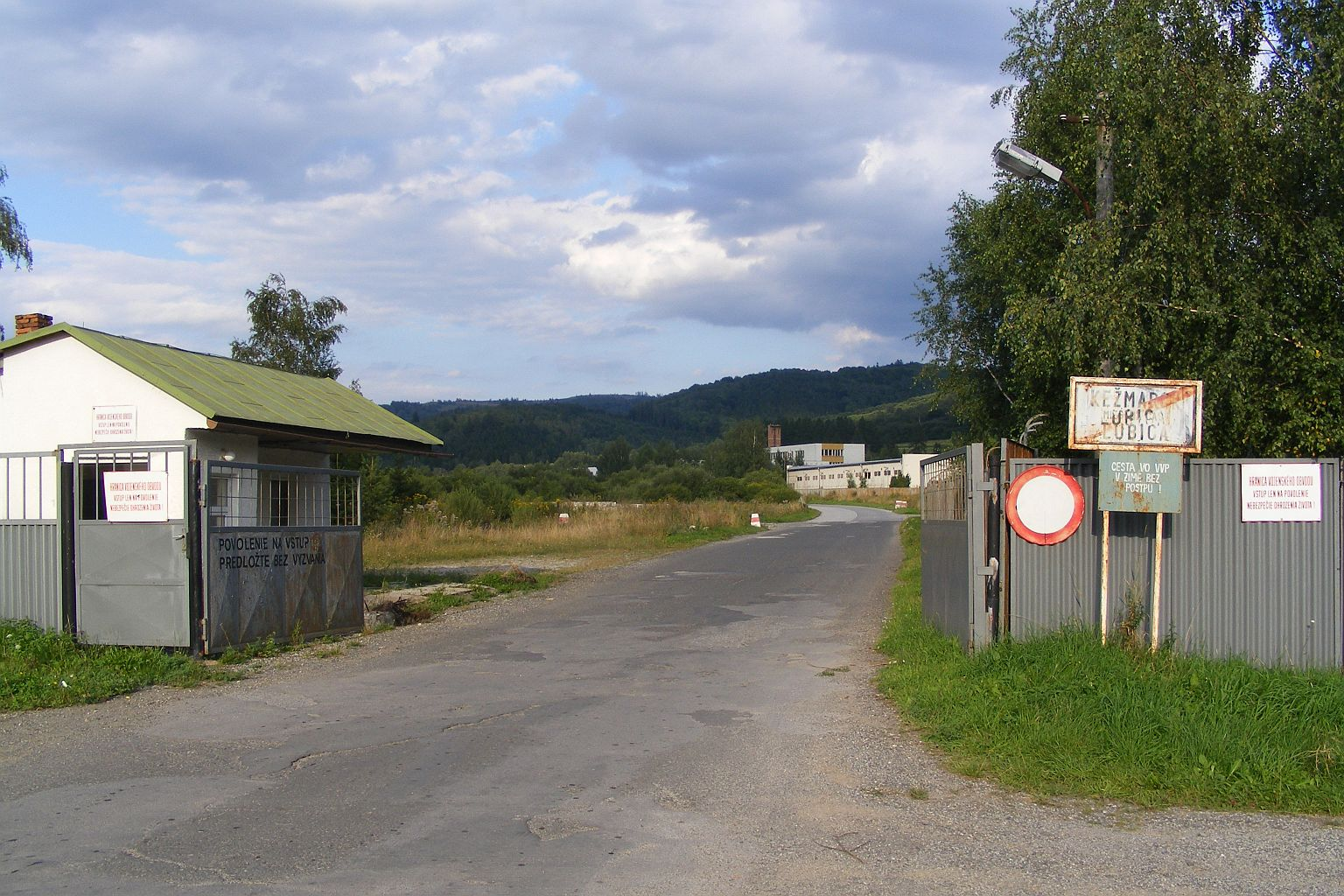
Eingang zum ehemaligen Truppenübungsplatz Javorina

Dvorce (deutsch Bürgerhof) ist ein ehemaliges Dorf im Okres Kežmarok (Prešovský kraj) in der Ostslowakei.
Das Dorf bestand aus Bauerngehöften, lag etwa 20 km entfernt von Kežmarok (deutsch: Kesmark) und etwa 8 km entfernt von Levoča (deutsch: Leutschau) in den Leutschauer Bergen (slowakisch: Levočské vrchy) und gehörte zur damaligen CSSR.
Während des Zweiten Weltkrieges wurden die Bewohner vertrieben. Diejenigen, die überlebten, wurden größtenteils nach Deutschland vertrieben. Kein einziger Bewohner konnte bis heute in sein Haus und seine Heimat zurück.
Nach dem Zweiten Weltkrieg war das Gebiet durch die Rote Armee besetzt, stark vermint und Sperrgebiet. Dvorce war seit 1953 Teil des Truppenübungsplatzes Dvorce (Slowakei) im Militärbezirk Javorina. Nach der Abschaffung des Militärbezirks Anfang 2011 wurde das Gebiet des ehemaligen Ortes der Stadt Levoča zugeschlagen.